# Maisonnais-sur-Tardoire
Maisonnais-sur-Tardoire è un comune francese di 452 abitanti situato nel dipartimento dell'Alta Vienne nella regione della Nuova Aquitania.

## Società

### Evoluzione demografica
Abitanti censiti